# FIDO

FIDO En operació en RAF Graveley, maig 1945

El sistema FIDO (sigles de Fog Investigation and Dispersal Operation, o tambéː "Fog Intense Dispersal Operation"), en castellà "Operació de Dispersió de Boira Intensa" va ser un sistema utilitzat per dispersar la "boira" i la "boira sopa de pèsols" (Boirum dens) d'un aeròdrom de manera que una aeronau pogués aterrar sense incidents. El dispositiu va ser desenvolupat per Arthur Hartley per a les estacions de bombarders de la RAF britànica, permetent l'aterratge de les aeronaus que tornaven de les incursions sobre Alemanya, en condicions de poca visibilitat mitjançant uns cremadors que generaven unes parets de flames verticals a banda i banda de la pista d'aterratge. Quan la boira impedia aterrar a les aeronaus Aliades de localitzar que no podien veure les pistes d'aterratge aterrar, eren desviats als aeròdroms equipats amb el sistema FIDO.
El sistema FIDO va ser desenvolupat en el departament d'enginyeria química de la Universitat de Birmingham, Regne Unit, durant la Segona Guerra mundial. La invenció del FIDO s'atribueix formalment al Dr. John David Main-Smith, un ex-resident de Birmingham & Principal Oficial Científic del departament de Química del "Royal Aircraft Establishment" en Farnborough, Hants, i com a cortesia la patent (595,907) va ser compartida amb el cap del departament Dr. Ramsbottom com era costum en aquestes dates.
" És difícil per al modern resident de Regne Unit (2008) entendre com eren les boires de la Segona Guerra mundial. No es podia veure la mà al final d'un braç estirat. El Clean Air Act va millorar molt les boires en el Regne Unit", comenta B Main-Smith.

## El sistema
El dispositiu estava compost de dues canonades situades al llarg de tots dos costats de la pista, a través de les quals es bombava combustible (normalment gasolina del dipòsit de combustible del propi aeròdrom) Hi havia uns cremadors col·locats a intervals al llarg d'unes canonades a banda i banda de la pista d'aterratge. Els vapors dels cremadors una vegada encesos generaven unes parets de flames verticals. La instal·lació FIDO normalment emmagatzemava el seu combustible en quatre tancs circulars situats al costat de l'aeròdrom, envoltats d'un mur de maó com a contenció en cas d'una fuita. Els tancs estaven recoberts de també de maó com a protecció contra bombes o tirs de canó.

## Camps de la RAF equipats amb FIDO
Sistemes FIDO utilitzats en Estacions de la RAF a Anglaterra durant la Segona Guerra mundialː
- RAF Blackbushe/ Hartford Bridge
- RAF Bradwell Bay
- RAF Carnaby –Aterratge d'Emergència
- RAF Downham Market, Norfolk
- RAF Fiskerton
- RAF Foulsham
- RAF Graveley
- RAF Ludford Magna
- RAF Manston – Aterratge d'Emergència
- RAF Melbourne
- RAF Metheringham
- RAF St Eval
- RAF Sturgate
- RAF Tuddenham
- RAF Woodbridge – Aterratge d'Emergència
- Épinoy

## Ús del FIDO
L'últim aeròdrom equipat amb FIDO en el qual el sistema es va mantenir va ser el de RAF Manston, estava disponible per a emergències i es va utilitzar fins a1952, en què a causa dels alts costos implicats, el Ministeri de l'Aire va prohibir el seu ús
Una instal·lació de FIDO va ser dissenyada i construïda al llarg de la pista1 de l'Aeroport de Londres - Heathrow però les canonades mai van acabar d'instal·lar-se.
El sistema FIDO també es va instal·lar en alguns aeròdroms nord-americans, entre ells Arcata, Califòrnia, Eareckson Air Station, Naval Whidbey Illa, en la Guerra Mundial Dues Amchitka Aeròdrom d'Exèrcit en Amchitka Illa en les islasl Aleutians.